# Prionospio oshimensis
Prionospio oshimensis är en ringmaskart som beskrevs av Imajima 1990. Prionospio oshimensis ingår i släktet Prionospio och familjen Spionidae. Inga underarter finns listade i Catalogue of Life.